# Inversione del freddo antartico
L'inversione del freddo antartico (in inglese Antarctic Cold Reversal, ACR) fu un episodio importante di raffreddamento nella storia del clima della Terra, durante la deglaciazione alla fine dell'ultima era glaciale, e permette di spiegare la complessità dei mutamenti climatici nella transizione dal Pleistocene all'Olocene.
L'ultimo massimo glaciale e minimo livello marino accadde circa 21.000 anni prima del presente (BP). Successivamente al 18.000 BP, le carote di ghiaccio dell'Antartico mostrano un graduale riscaldamento. Circa 14.700 anni BP (o 12.700 a.C.), la calotta polare antartica rilasciò una grande quantità d'acqua di disgelo, identificata come "impulso d'acqua di disgelo 1A" (meltwater pulse 1A,  abbreviata in mwp-1A). Questo impulso d'acqua di disgelo produsse una trasgressione marina che aumentò il livello globale del mare di circa 20 metri nel giro di due secoli, e si pensa abbia influenzato l'inizio dell'interstadiale di Bølling/Allerød che fu la maggiore frattura del freddo glaciale nell'Emisfero Settentrionale. L'impulso d'acqua di disgelo 1A fu seguito in Antartide e nell'Emisfero australe da un nuovo episodio di raffreddamento avvenuto all'incirca 14.500 anni BP (12.500 a.C.)  e durò due millenni — un esempio di riscaldamento che causa un raffreddamento. L'ACR portò un raffreddamento medio di circa 3 °C. Il raffreddamento del Dryas recente nell'Emisfero boreale iniziò mentre l'inversione del freddo antartico era ancora in corso; e l'ACR finì nel mezzo del Dryas recente.
Questo modello di disaccoppiamento del clima tra gli emisferi settentrionale e meridionale, con il meridionale che precede il settentrionale, sembra manifestarsi anche negli eventi climatici successivi. La causa o cause di questo disaccoppiamento emisferico, del modello di "precede/segue", e dei meccanismi specifici degli andamenti di riscaldamento e raffreddamento, sono soggetto di studio e disputa tra i ricercatori del clima. Anche la datazione specifica e l'intensità dell'inversione del freddo antartico sono sotto dibattito.
L'inizio dell'ACR venne seguita, dopo circa 800 anni, da un'inversione del freddo oceanico nell'Oceano meridionale.